# Llac Sassikhkol
El Llac Sassikhkol (en kazakh:Сасықкөл) és un llac a la part est del Kazakhstan, al límit entre la regió d'Almati i la regió de l'est del Kazakhstan. Es troba a una altitud de 350 m sobre el nivell del mar. Ocupa una superfície de 600 km² (736 km² quan el nivell de les aigües del llac és alt), amb una fondària mitjana de 3,3 m i màxima de 4,7 m. Hi aflueixen tres petits rius i en surt el riu Jinguixkessú. Cubica 2,43 mil milions de m ³. Es glaça de novembre a abril però a la fi de l'estiu la temperatura superficial de l'aigua arriba a 29 °C. S'hi practica la pesca i entre els ocells que hi viuen hi ha el cigne mut.
El llac Sassikhkol forma part de la Reserva de la Biosfera d'Alakol, designada per la UNESCO com a part del seu Programa sobre l'home i la biosfera del 2013.